# Eupithecia linda
Eupithecia linda es una especie de polilla de la familia Geometridae. La especie fue descrita por primera vez por Paul Dognin habiendo sido descrita en 1899, con distribución en Ecuador. El holotipo de la especie fue descrita en los alrededores del sector El Monje, al sur de la ciudad de Loja a 6000 pies (1828,8 m) de altura sobre el nivel del mar.

## Descripción
E. linda es una polilla pequeña con una envergadura de unos 20 milímetros (0,8 plg). El color de fondo de las cuatro alas es blanco grisáceo brillante. Las alas superiores cuentan con cinco manchas costales marrones, teñidas de rojo en 3 y 4 y ampliamente sombreadas de marrón y rojo en el borde terminal, finalmente cruzadas por una fina línea blanca. Cuentan con flecos blancos cortados con rojizos. La cabeza y parte superior del cuerpo son de color blanco, mezclado con rojizo. Las antenas son pubescentes en el macho y filiformes en la hembra.